# 黒瀬良一
黒瀬 良一（くろせ りょういち） は、日本の機械工学者。京都大学大学院工学研究科機械理工学専攻教授。

## 人物・経歴
1989年福岡県立東筑高等学校卒業。1993年九州大学工学部化学機械工学科卒業。1995年九州大学大学院工学研究科化学機械工学専攻修士課程修了、日本学術振興会特別研究員。1998年九州大学大学院工学研究科化学機械工学専攻博士後期課程修了、博士（工学）、電力中央研究所横須賀研究所研究員。2001年群馬大学大学院工学研究科客員助教授。2004年電力中央研究所エネルギー技術研究所主任研究員。2006年京都大学大学院工学研究科機械理工学専攻助教授。2007年京都大学大学院工学研究科機械理工学専攻准教授。2008年国立環境研究所共同研究員。2012年東京大学生産技術研究所研究員、理化学研究所客員研究員。2014年宇宙航空研究開発機構客員研究員。2017年京都大学大学院工学研究科機械理工学専攻教授。2018年燃焼システム用次世代CAEコンソーシアム会長。2020年京都大学大学院工学研究科機械理工学専攻長。専門は熱流体工学。

## 受賞
- 2000　日本機械学会奨励賞[1]
- 2002　日本燃焼学会「美しい炎」写真展最優秀作品賞[1]
- 2005　The Best Paper Award, The 6th International Symposium & Exhibition on Gas Cleaning at High Temperatures[1]
- 2006　APT Distinguished Paper Award, The Society of Powder Technology, Japan[1]
- 2008　日本機械学会熱工学部門講演論文表彰[1]
- 2008　日本流体力学会論文賞[1]
- 2008　化学工学会熱工学部会部会賞[1]
- 2008　日本燃焼学会奨励賞[1]
- 2010　文部科学大臣表彰若手科学者賞（科学技術分野）[1]
- 2012　粉体工学会秋季研究発表会技術賞[1]
- 2012　数値流体力学シンポジウムのベストCFDグラフィックスアワード最優秀賞[1]
- 2013　日本燃焼学会論文賞[1]
- 2014　粉体工学情報センター学術奨励賞（IP奨励賞）[1]
- 2015　日本燃焼学会論文賞[1]
- 2016　コージェネレーション・エネルギー高度利用センターコーエネ大賞特別賞(技術開発部門)[1]
- 2018　APT (Advanced Powder Technology) Outstanding International Contribution Award, The Society of Powder Technology[1]
- 2020　日本機械学会流体工学部門一般表彰（フロンティア表彰）[1]
- 2021　日本計算工学会第26回計算工学講演会グラフィックアワード優秀賞[1]
- 2021　Best Paper Award, The Platform for Advanced Scientific Computing (PASC) Conference[1]
- 2022　日本ガスタービン学会賞論文賞[1]
- 2022　日本燃焼学会論文賞[1]